# Билербек
Билербек (њем. Billerbeck) град је у њемачкој савезној држави Северна Рајна-Вестфалија. Једно је од 11 општинских средишта округа Коесфелд. Према процјени из 2010. у граду је живјело 11.575 становника. Посједује регионалну шифру (AGS) 5558008, NUTS (DEA35) и LOCODE (DE BIL) код.

## Географски и демографски подаци
Билербек се налази у савезној држави Северна Рајна-Вестфалија у округу Коесфелд. Град се налази на надморској висини од 106 метара. Површина општине износи 91,1 km².

## Становништво
У самом граду је, према процјени из 2010. године, живјело 11.575 становника. Просјечна густина становништва износи 127 становника/km².

## Међународна сарадња
| Мјесто | Држава | Врста сарадње | Од    |
| ------ | ------ | ------------- | ----- |
|        | САД    | партнерство   | 1983. |
| Извор  |        |               |       |